# Naoki Hiraoka
Naoki Hiraoka (Osaka, 24 mei 1973) is een voormalig Japans voetballer.

## Carrière
Naoki Hiraoka speelde tussen 1992 en 2007 voor Gamba Osaka, Nagoya Grampus Eight, Shimizu S-Pulse en FC Gifu.